# Lenovo Legion Go
Lenovo Legion Go（レノボ・レギオン ゴー）は、レノボが開発し、2023年10月にLegionシリーズとして発売された携帯型ゲーミングPC。
同項目では、後継機種であるLegion Go（8.8"、2）、Legion Go S（8"、1）も記述する。

## 概要
2023年12月6日にレノボ・ジャパンによって発売された。Windows 11とLegion Spaceゲームランチャーが付属する。
8.8インチのタッチスクリーンを搭載する。CPU（SoC）には、AMD Ryzen Z1で、RDNA統合グラフィックを搭載する。16GBの7500Mhz LPDDR5X RAMと256GB-1TBのPCIe Gen4 SSD、ホール効果アナログスティック、49.2ワット時のバッテリーを搭載する。発売時の価格は599.99ドルからとなっている。
ディスプレイはQHD+スクリーンで、解像度は2560×1600、アスペクト比は16:10、周波数は144 Hz、輝度は500 nitsです。アクセサリーとして、VRグラス、サラウンドサウンド有線ヘッドホン、バックパックが用意されている。キャリングケース、電源アダプター、コントローラーベース、Xbox Game Passが付属する。 
Nintendo Switchと同様に分離可能なコントローラーが搭載されており、小型タッチパッドを備えており、ノートPCのタッチパッドと同じように使用できる。右コントローラは，「FPSモード」という独自機能として、付属のアタッチメントを取り付けて、底面のスイッチを切替えることにより，垂直状態でマウス操作が可能である。コントローラーの取り外しは、下部にあるボタンを押し込んで上方向にスライドすることで可能である。 
コントローラー込みで854g、コントローラーなしで650g。冷却コンポーネントには、液晶ポリマー製の 79枚羽根ファンが搭載されている。本体を収納するキャリーバックも付属する。

### 評価
Gizmodoは、Windows 11と本体のサイズが不利だと指摘し、かさばって扱いにくいと評した。

## Legion Go（8.8"、2）
Legion Goのマイナーチェンジモデルとして、2025年1月8日に発表された。
SoCには、Ryzen Z2 Extremeを採用したほか、最大32GBのLPDDR5メモリー、可変リフレッシュレートに対応した8.8インチ/144Hz有機ELディスプレイを搭載し、ユーザーからの要望が多かった箇所を中心にスペックアップが図られた。

## Legion Go S（8"、1）
Legion Go (8.8"、2)の廉価機種として、2025年1月8日に発表された。
従来機種とは異なり、854gから730gへと軽量化された。
Windows搭載モデルに加えて、Valveとの協力でSteamOS搭載モデル「Legion Go S - Powered by SteamOS」が加わった。携帯ゲーミングPCに最適化されたUIとなっており、Steamの各機能にフルアクセスすることが可能である。
SoCには、AMD Ryzen Z2 GoまたはRyzen Z1 Extremeを搭載し、メモリに最大32GBのはLPDDR5X 7,500MHz、液晶には、120Hz対応の8インチ WUXGA PureSightタッチディスプレイを搭載する。
Legion Goとは異なり、取り外し可能なゲームパッドやキックスタンドはなく、コントローラー一体型である。
ホワイトモデルはOSがWindows 11を搭載、色合いがブラックに似ている深紫(Nebula Violet)モデルは、SteamOSを搭載する。
評価
米Gizmodoは、価格も性能もSteamOS搭載モデルが良く、Windows11搭載モデルよりもフレームレートが高いが使いやすさ、Steam DeckとSteamOS搭載のサードパーティ端末にも、差があることも踏まえた上で、ゲームソフトの起動の速さが圧倒的であることを評価した。

## スペック表
| 各項目         | Legion Go                                               | Legion Go（8.8"、2）                                                 | Legion Go S（8"、1）                            |
| -------------- | ------------------------------------------------------- | -------------------------------------------------------------------- | ----------------------------------------------- |
| SoC            | Ryzen Z1 Extreme                                        | Ryzen Z2 Extreme                                                     | Ryzen Z2 Go Ryzen Z1 Extreme                    |
| メモリ         | 16GB （7,500MHz LPDDR5X）                               | 最大32GB （7,500MHz LPDDR5X）                                        | 最大32GB （7,500MHz LPDDR5X）                   |
| ストレージ     | 512GB                                                   | 最大2TB                                                              |                                                 |
| スクリーン     | 8.8インチ WQXGA IPS液晶 マルチタッチパネル 500nit 144Hz | 8.8インチ 有機EL PureSightタッチディスプレイ 500nit 144Hz（VRR対応） | 8インチ WUXGA PureSightタッチディスプレイ 120Hz |
| バッテリー容量 | 49.2Wh                                                  | 74Whr                                                                | 55.5Whr                                         |